# Innocenti bugie
Innocenti bugie (Knight and Day) è un film del 2010 diretto da James Mangold. 
I protagonisti del film sono Tom Cruise e Cameron Diaz, che tornano a recitare assieme dopo Vanilla Sky del 2001. Del cast fanno parte anche gli attori statunitensi Viola Davis, Peter Sarsgaard, Maggie Grace, Marc Blucas, Paul Dano e l'attore spagnolo Jordi Mollà.

## Trama
All'aeroporto di Wichita Mid-Continent, June Havens incontra casualmente il misterioso Roy Miller e si ritrova nello stesso aereo con lui verso Boston, i due parlano confidandosi sogni e desideri mai realizzati, come quelli di viaggiare fino a Capo Horn. Mentre June è in bagno, Roy viene attaccato da alcuni uomini armati e li uccide. Fa poi atterrare l'aereo da solo e spiega a June che potrebbe venire braccata da agenti di un suo collega, Fitzgerald, prima di narcotizzarla. Risvegliatasi nella propria abitazione, la ragazza viene effettivamente contattata da agenti dell'FBI, ma Roy riesce a salvarla in più occasioni.
L'uomo spiega che il suo compito è custodire Zefiro, una rivoluzionaria batteria inesauribile, e proteggerne l'inventore, il giovane Simon Feck, e spiega a June che il collega Fitzgerald ha fatto il doppiogioco accordandosi per consegnare il tutto al trafficante Antonio, ed è riuscito a incastrare Roy al suo posto. A Salisburgo, l'FBI spiega a June che in realtà è Roy stesso il doppiogiochista e la donna finisce col consegnarlo agli agenti; Roy però scompare cadendo nel fiume con lo Zefiro e, non riemergendo, viene dato per morto, così Fitzgerard in segreto rapisce Simon, affinché crei un nuovo Zefiro.
L'FBI prosegue le ricerche e June torna a casa e partecipa al matrimonio della sorella. In seguito, visita un indirizzo che Roy aveva monitorato, dove incontra i suoi genitori e scopre che il suo vero nome è Matthew Knight. I due credono che il figlio, un sergente dell'esercito, sia morto in missione e in segreto gli ha regalato viaggi, facendogli credere di aver vinto concorsi. Jun decide così di fingere di essere in possesso di Zefiro per trovare Roy, e subito viene catturata e portata a Siviglia da Antonio. Quando il criminale le inietta un siero della verità, comprende il bluff: Roy ha inscenato la propria morte nel fiume (in visita ai genitori, la ragazza ha scoperto che l'uomo è campione di nuoto in apnea) e stava preparando una trappola in Austria, che la donna, informando la CIA, ha fatto saltare. Roy salva June e impedisce che Fitzgerarld consegni Simon ad Antonio. Durante una folle corsa in moto, Antonio muore travolto dai tori nelle tradizionale corsa svoltasi in giornata. Scopertisi intanto innamorati, June e Roy raggiungono Fitzgerald il quale però tiene sotto tiro Simon, Roy cede la batteria in cambio del ragazzo, ma quando sembra che lo scambio sia riuscito, Fitzgerald  ci ripensa sapendo che Simon potrebbe replicarla, ma Roy si becca la pallottola per proteggerlo, mentre il traditore fugge con Zefiro; ma quando però toglie la pila dal suo involucro, essa esplode uccidendolo, perché, come Simon cercava più volte di avvertirlo, la batteria era ancora instabile. 
Roy finisce così all'ospedale e una volta guarito è pronto a ricominciare la sua vita da spia. Interviene però June, che lo narcotizza e lo conduce verso Capo Horn, poi invia i biglietti ai genitori per raggiungerli dopo avergli fatto credere di vincere l'ennesimo concorso.

## Produzione
Prima che il regista James Mangold firmasse per il film, la pellicola venne precedentemente associata al regista Tom Dey. Il film nasce da una sceneggiatura intitolata Trouble Man, in seguito riscritta da più di 12 sceneggiatori iscritti alla Writers Guild of America. Nonostante ciò, a causa di questo gran numero di coautori, diedero il riconoscimento solamente a Patrick O'Neil, che aveva contribuito in maniera leggermente più incisiva. Altri sceneggiatori furono Scott Frank, Laeta Kalogridis, Ted Griffin, Dana Fox e Simon Kinberg.
Tom Cruise ricevette in anticipo da alcune delle case di produzione del film circa 20 milioni di dollari, anche se il Los Angeles Times riferì che l'attore aveva ricevuto solamente 11 milioni.
Il titolo originale con cui diedero il via alle riprese, fu Wichita, cambiato poi in fase di post-produzione con Knight and Day.

### Riprese
Le riprese del film iniziarono a Boston a metà settembre 2009. Le riprese proseguirono in altre località del Massachusetts; in seguito alcune scene furono girate a New York, Salisburgo, in Austria e a Siviglia, in Spagna.

### Cast
Prima che Tom Cruise entrasse a far parte del cast, il ruolo di Roy Miller fu offerto anche ad Adam Sandler, il quale giustificò il suo rifiuto affermando di "non vedersi bene con la pistola". In seguito anche gli attori Chris Tucker ed Eva Mendes furono contattati per il ruolo dei due attori protagonisti, ma rifiutarono.

## Distribuzione
Il film è stato distribuito negli Stati Uniti il 23 giugno 2010 e ha incassato 75 milioni di dollari; in Italia è stato distribuito l'8 ottobre 2010 incassando 2 milioni di euro.
In Italia, l'edizione DVD e Blu-ray Disc è stata messa in commercio il 9 febbraio 2011 dalla 20th Century Fox con il titolo Knight and Day - Innocenti bugie.